# 穆罕默德·苏乡老
穆罕默德·苏乡老（俄语：Сушанло, Мухамед Ясызович，1923年12月20日—1998年2月22日），另译穆哈麦德·苏尚洛或穆哈莫德·苏三洛，东干族，吉尔吉斯斯坦科学院通讯院士、学者。

## 生平
穆罕默德·苏乡老祖籍中国甘肃平凉，他于1923年12月20日出生在吉尔吉斯斯坦伏龙芝市。1929年迁往米粮川居住，1941年自师范学校毕业后在米粮川担任小学教师。1942年入伍。1946年复员后入读国立吉尔吉斯师范学院，1953年获得苏联科学院东方学研究所副博士学位，自1953年起一直在吉尔吉斯斯坦科学院从事东干族历史、民俗研究工作，后于1970年获得历史学博士学位。曾多次到访中国进行学术交流。1998年2月22日病逝。

## 著作
《东干人历史与民族学概述》、《中国西北回民起义及白彦虎在其中的作用》、《东干人的家庭及家庭习俗》、《东干人的古迹》等。